# Conistra takasago
Conistra takasago là một loài bướm đêm trong họ Noctuidae.

## Hình ảnh

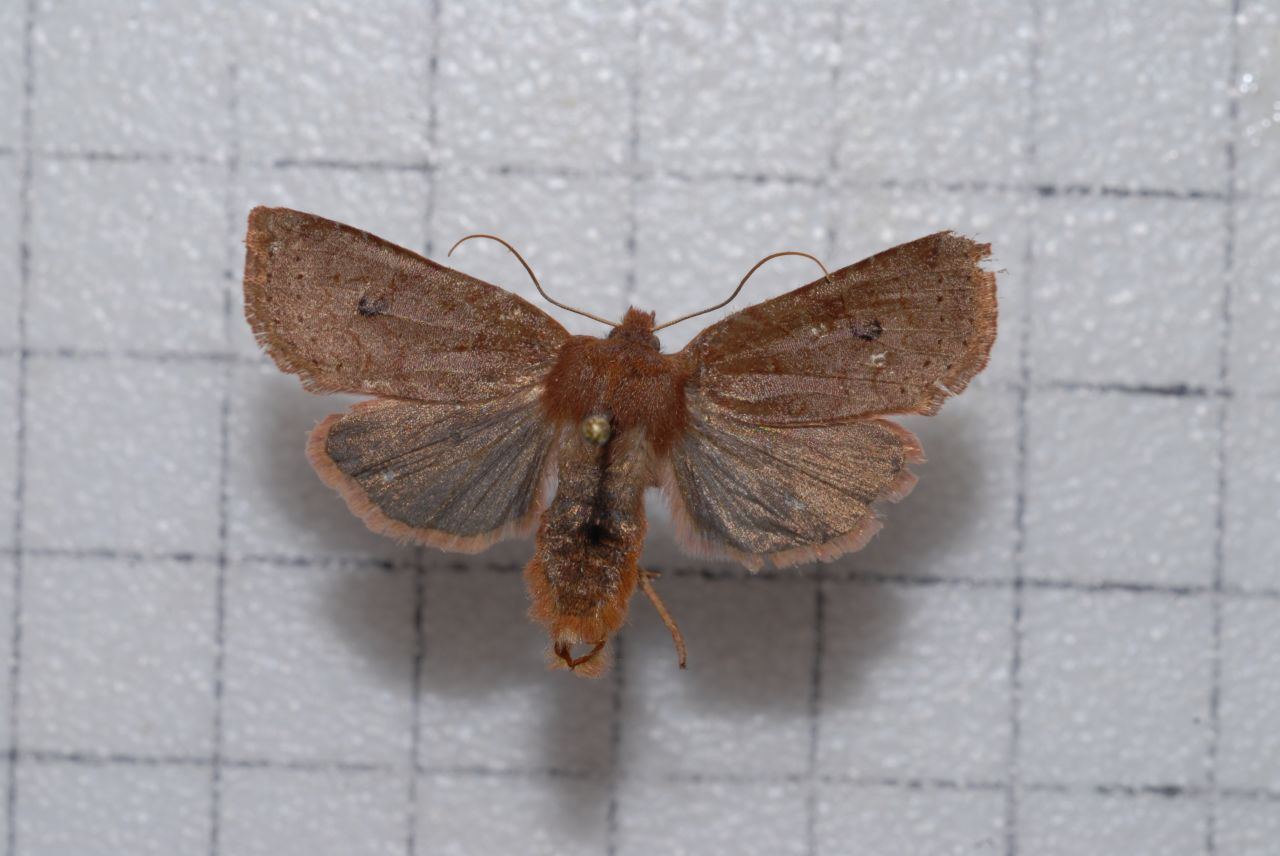
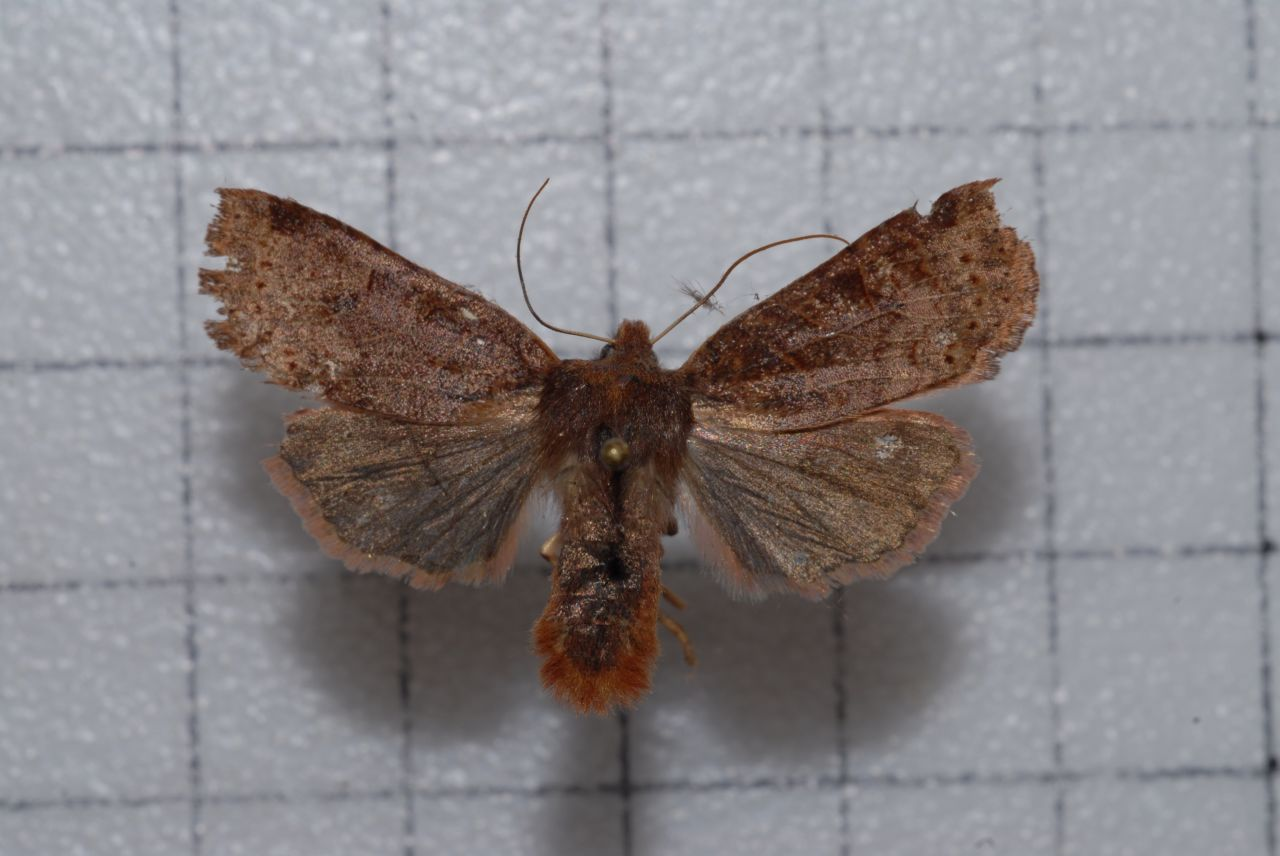
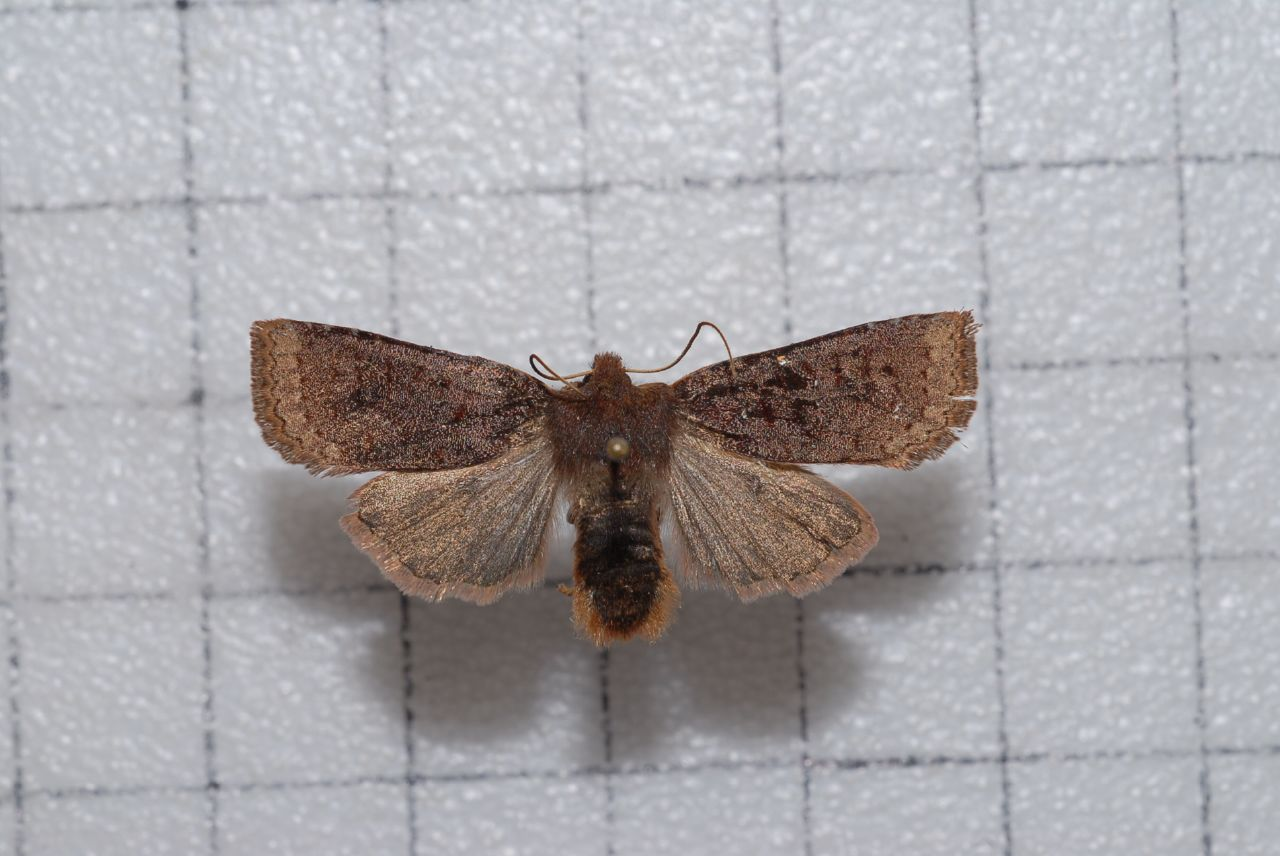
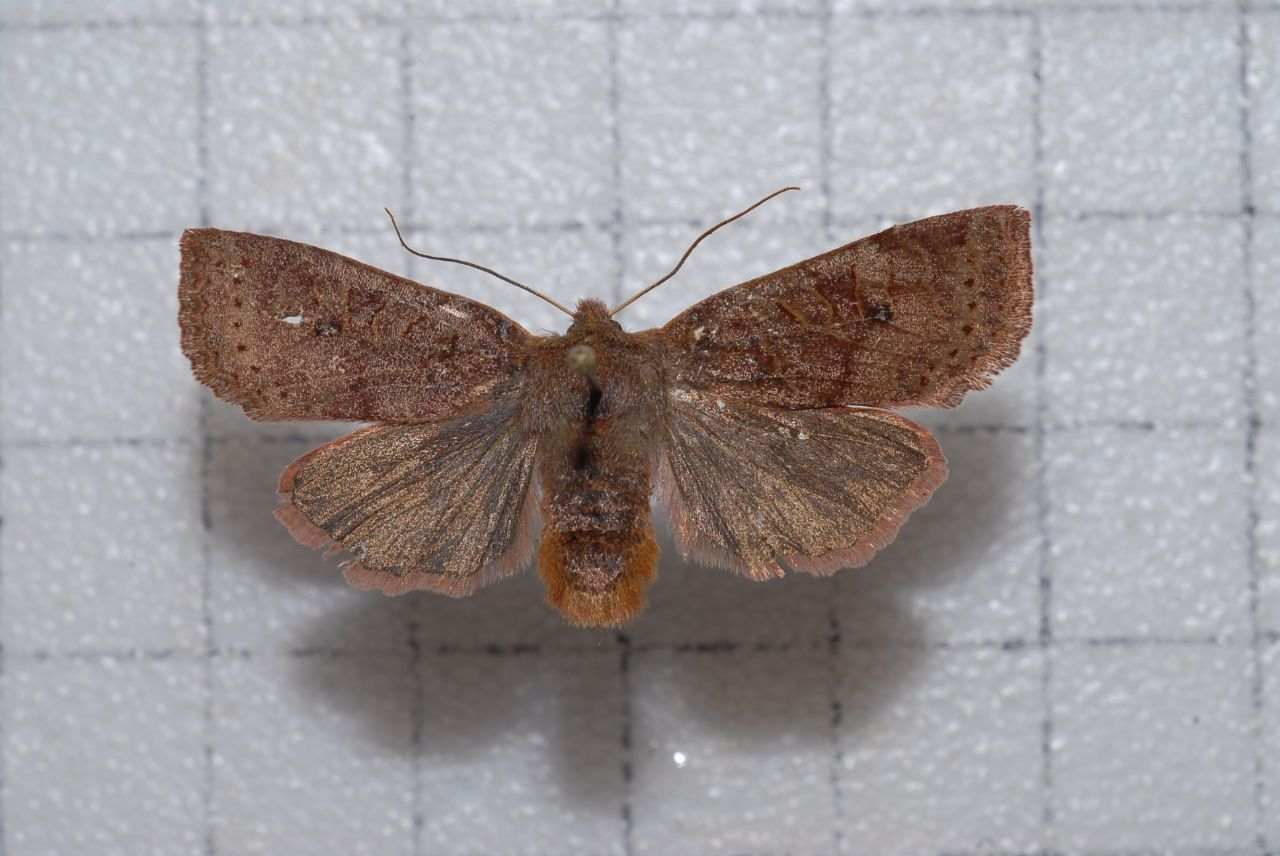